# Prosthemadera novaeseelandiae
Il tui (Prosthemadera novaeseelandiae J. F. Gmelin, 1788) è un uccello passeriforme endemico della Nuova Zelanda. È l'unica specie nota del genere Prosthemadera.
È uno dei rappresentanti più grandi della multiforme famiglia dei Melifagidi. Il nome tui è di origine māori. I primi coloni europei, tuttavia, lo battezzarono inizialmente Parson Bird, «uccello parroco», ma col passare del tempo, come per molti altri uccelli della Nuova Zelanda, è divenuto di uso comune l'originario nome maori anche presso gli abitanti di origine europea.

## Descrizione
Il tui è lungo circa 25 cm. A prima vista sembra completamente nero, tranne che per un piccolo ciuffo di piume bianche alla base del collo e per una piccola macchia bianca sulle ali, che lo fanno assomigliare a un parroco in tenuta clericale. Se si osserva da vicino, comunque, si nota che il tui presenta piume marroni su dorso e fianchi, riflessi iridescenti multicolori che variano a seconda dell'angolazione con il quale viene colpito dalla luce, e una serie di piccole piume bianche sul dorso e ai lati del collo che costituiscono una sorta di collare merlettato.

## Distribuzione e habitat
Il tui è presente in quasi tutta la Nuova Zelanda, in particolare nell'Isola del Nord e lungo le coste occidentali e meridionali dell'Isola del Sud, sull'isola di Stewart/Rakiura e nelle isole Chatham - dove è presente una particolare sottospecie minacciata di estinzione. Altre popolazioni sono stanziate sull'isola di Raoul nelle Kermadec e sulle isole Auckland (dove, assieme al campanaro di Nuova Zelanda, costituisce il rappresentante più meridionale dei Melifagidi). Il numero di esemplari è diminuito notevolmente dall'arrivo dei coloni europei, soprattutto in seguito alla distruzione dell'habitat e alla predazione da parte dei mammiferi introdotti.
Tuttavia, la specie non è considerata a rischio di estinzione ed ha fatto nuovamente la sua comparsa in alcune aree, in particolare in quelle in cui la rimozione del bestiame ha permesso alla vegetazione di ricrescere. La specie, però, è ancora minacciata dalle specie introdotte, come ermellini, maine comuni (che competono con il tui per il cibo e talvolta ne razziano le uova) e ratti.
Il tui predilige le foreste di latifoglie al di sotto dei 1500 metri, ma è a suo agio anche in piccoli boschetti, foreste di ricrescita, piantagioni esotiche e periferie ricche di vegetazione. È uno degli uccelli più comuni nell'area urbana di Wellington. Vive generalmente da solo, in coppia, o in piccoli gruppi familiari, ma spesso si raduna in gran numero nelle zone dove vi è una maggiore quantità di cibo, spesso in compagnia di occhi d'argento, campanari (anch'essi appartenenti alla famiglia dei Melifagidi) o kereru (piccione di Nuova Zelanda) in ogni tipo di combinazione. Generalmente, nei casi in cui vi è competizione interspecifica per le stesse risorse alimentari tra le tre specie di Melifagidi della Nuova Zelanda, si stabilisce una gerarchia con il tui alla sommità e i campanari e gli uccelli chirurgo in posizione subordinata: questi ultimi infatti vengono allontanati dai tui da possibili fonti di cibo, ad esempio una pianta di lino in fiore.

## Biologia
I maschi di tui possono diventare estremamente aggressivi, ed allontanano tutti gli altri uccelli (grandi e piccoli) dai propri territori sbattendo rumorosamente le ali ed emettendo richiami che ricordano la parlata di un uomo rozzo. Se questi avvertimenti vengono ignorati, allora attaccano con ferocia, menando colpi col becco affilato come un rasoio. Questo trattamento è riservato specialmente ai conspecifici che si avvicinano ad alberi in fiore già occupati. Gli uccelli spesso sollevano le piume del corpo allo scopo di apparire più grandi per intimidire i rivali. È ben noto che riescano ad allontanare anche albanelle e gazze.
Il volo battuto del tui è piuttosto rumoroso, dal momento che ha sviluppato ali brevi e larghe, che pur consentendo un'eccellente manovrabilità nelle fitte foreste che predilige, necessitano di essere battute rapidamente. Durante la stagione degli amori, che cade agli inizi della primavera - settembre e ottobre -, il tui maschio si sceglie un piccolo territorio e per marcarlo ricorre a suoni e a esibizioni aeree. Durante queste ultime, vola quasi in verticale sopra al suo territorio e si lascia cadere in picchiata verso gli alberi. L'esibizione viene osservata dai maschi dei dintorni ed è sufficiente per avvertirli che non sarebbero ben ricevuti, se osassero avvicinarsi. La costruzione del nido, fatto di ramoscelli, erba e muschio, è compito della sola femmina.

### Alimentazione

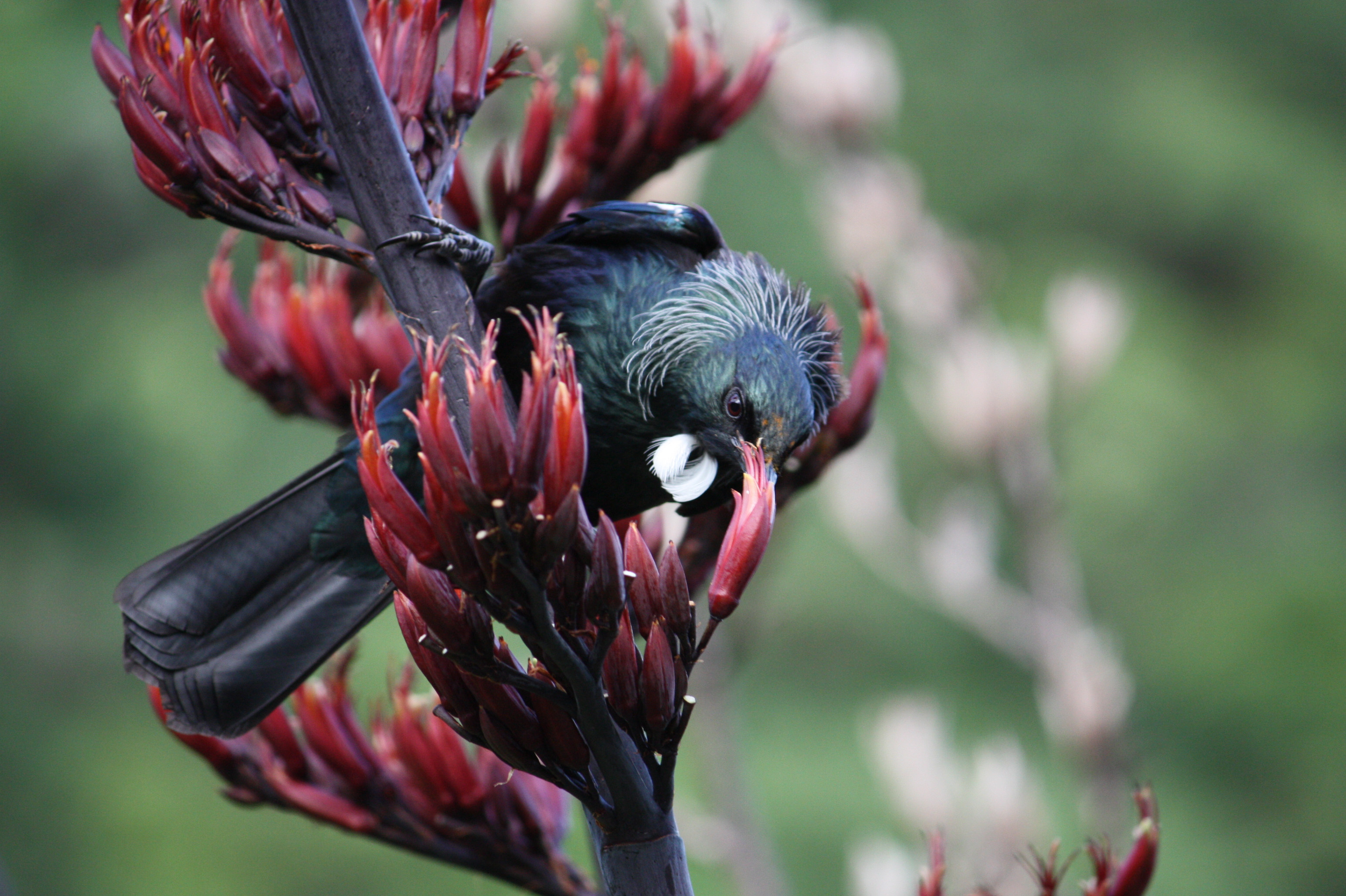
Esemplare che sugge nettare di lino.

Questa specie si ciba essenzialmente del nettare dei fiori di vari alberi, ma spesso mangia frutta e insetti, e più raramente polline e semi. Particolarmente popolari sono le piante di lino della Nuova Zelanda, il cui nettare talvolta va soggetto a fermentazione: i tui che se ne sono cibati volano in maniera tale da sembrare ubriachi. I tui sono i principali impollinatori di lino, kowhai, kakabeak e altre piante. È da notare che i fiori delle tre piante suddette hanno una forma simile a quella del becco del tui, un chiaro esempio di coevoluzione mutualistica.

### Canti e richiami

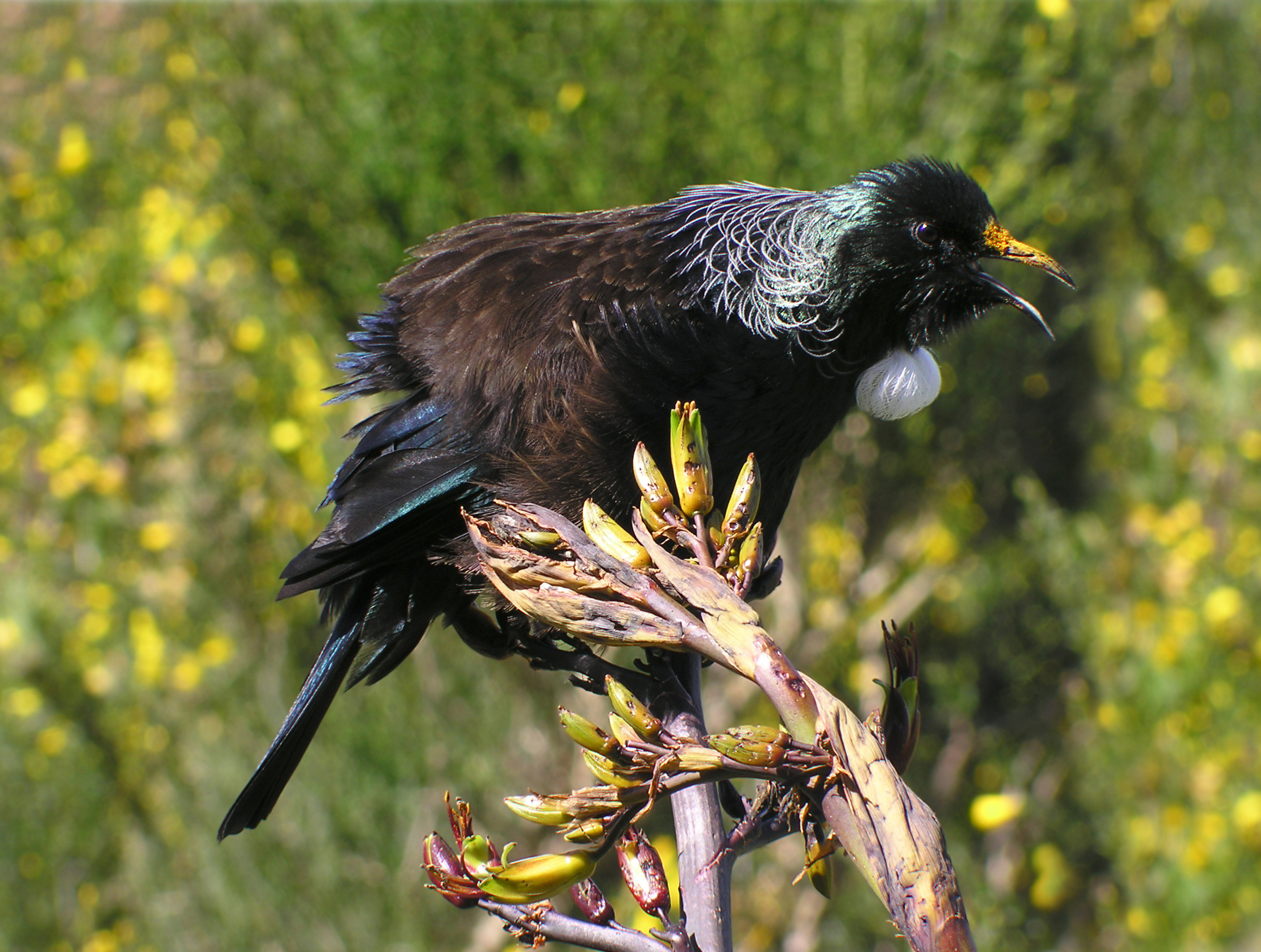
Tui che canta.

Il tui è considerato un volatile molto intelligente, proprio come i pappagalli. Come questi ultimi è in grado di imitare perfettamente la voce umana e veniva addestrato a tale scopo dai Māori. I tui sono noti per i loro rumorosi e insoliti richiami, diversi da un esemplare all'altro, che combinano le tipiche note emesse dal campanaro - una serie di schiocchi, gracchi, cigolii e gemiti - a suoni che ricordano colpi di tosse. Come tutti gli uccelli canori, sono dotati di due laringi, e questo consente loro di emettere una miriade di vocalizzi. Inoltre il canto dei tui mostra una grande variazione geografica, microgeografica, stagionale, generica e individuale.
Alcuni dei suoni emessi dal tui sono situati oltre la soglia uditiva dell'uomo. Osservando un esemplare che canta, si possono notare degli intervalli nel canto, durante i quali il becco viene tenuto spalancato e i ciuffi sulla gola pulsano a intermittenza. Tuttavia, finora gli studiosi non sono riusciti ad individuare ultrasuoni nei vocalizzi del tui. Questa specie fa udire il suo canto anche di notte, in particolare nei periodi di luna piena.

## Tassonomia
Gli studiosi riconoscono tre sottospecie di tui:
- P. n. novaeseelandiae (J. F. Gmelin, 1788) - Nuova Zelanda, isole Auckland e isola di Stewart;
- P. n. kermadecensis Mathews e Iredale, 1914 - isole Kermadec;
- P. n. chathamensis Hartert, 1928 - isole Chatham.